# 中国农工民主党安徽省委员会
中国农工民主党安徽省委员会，简称农工党安徽省委、安徽农工党，是中国农工民主党在安徽省的地方组织。